# エディ・クレイマー
エディ・クレイマー（Edwin H. "Eddie" Kramer, 1942年4月19日 - ）は、南アフリカ連邦ケープタウン出身の音楽プロデューサー、レコーディング・エンジニア。

## 経歴

### 生い立ち
幼少期からピアノ、チェロ、バイオリンを習い、名門南アフリカ音楽大学でクラシック・ピアノを学ぶが、徐々にジャズに傾倒。
19歳の時にイングランドに移住すると、ハイ・ファイ機器を導入したホームスタジオで、趣味として地元のジャズ・バンドの録音などを手がける。

### 1960年代
1964年にパイ・スタジオのスタッフとなり、サミー・デイヴィスJr.、ペトゥラ・クラーク、キンクスなどのレコーディングに関わる。1965年にはKPSスタジオを設立、また新しい4トラック・スタジオ建設のためにリージェント・スタジオに雇われた。
その後、ロンドンのオリンピック・スタジオに参加、トラフィック、スモール・フェイセズ、ビートルズ、ローリング・ストーンズ、ザ・ジミ・ヘンドリックス・エクスペリエンスらの録音に参加。とりわけ『アー・ユー・エクスペリエンスト?』から『クライ・オヴ・ラヴ』までの全てのアルバムの制作に関わったヘンドリックスとの仕事は有名である。
1968年にニューヨークのレコード・プラント・スタジオに移り、ザ・ジミ・ヘンドリックス・エクスペリエンスの『エレクトリック・レディランド』のエンジニアリングのほか、ヴァニラ・ファッジ、ジョー・コッカー、NRBQなどのアルバム制作を担当。
1968年からはフリーとなり、『レッド・ツェッペリン II』のエンジニアリングを手がける。
1969年8月に開かれたウッドストック・フェスティバルでは、3日間の開催期間中、会場で録音エンジニアを務め、映画『ウッドストック/愛と平和と音楽の三日間』（1970年）、アルバムWoodstock: Music from the Original Soundtrack and More（1970年）、Woodstock Two（1971年）の製作に貢献した。

### 1970年代
クレイマーは1970年から1974年にかけてエレクトリック・レディ・スタジオのプロデューサー、エンジニアを務め、ヘンドリックスの作品のほか、カーリー・サイモン、シャ・ナ・ナ、ピーター・フランプトンなどを手がけた。ヘンドリックスの死後も、ダガー・レコードから発売された『レインボウ・ブリッジ』（'71年）、『戦場の勇士たち』（'72年） 、『ヘンドリックス・イン・ザ・ウエスト』（'72年）などのプロデュースを手がけた。
1975年には、キッス初のライヴ・アルバム『地獄の狂獣 キッス・ライヴ』のプロデュースを担当して彼等の全盛期が始まるきっかけを作り、その後永く続く共同活動の関係を築いた。またレッド・ツェッペリンの『永遠の詩』、フランプトンの『フランプトン・カムズ・アライヴ!』などのエンジニアリングを担当した。

### 1980年代～現在
80年代にはファストウェイ、アンスラックス、トゥイステッド・シスター、LOUDNESSらHR/HM領域のアーティストを多数手がけたほか、1993年には、ザ・キュアー、エリック・クラプトン、バディ・ガイ、ジェフ・ベック、プリテンダーズ、スラッシュ、ポール・ロジャース、パット・メセニーら豪華な顔ぶれが参加した、ジミ・ヘンドリックス・トリビュート・アルバム『ストーン・フリー』に収録されたいくつかの曲をプロデュースした。